# Amtsgericht Kelheim

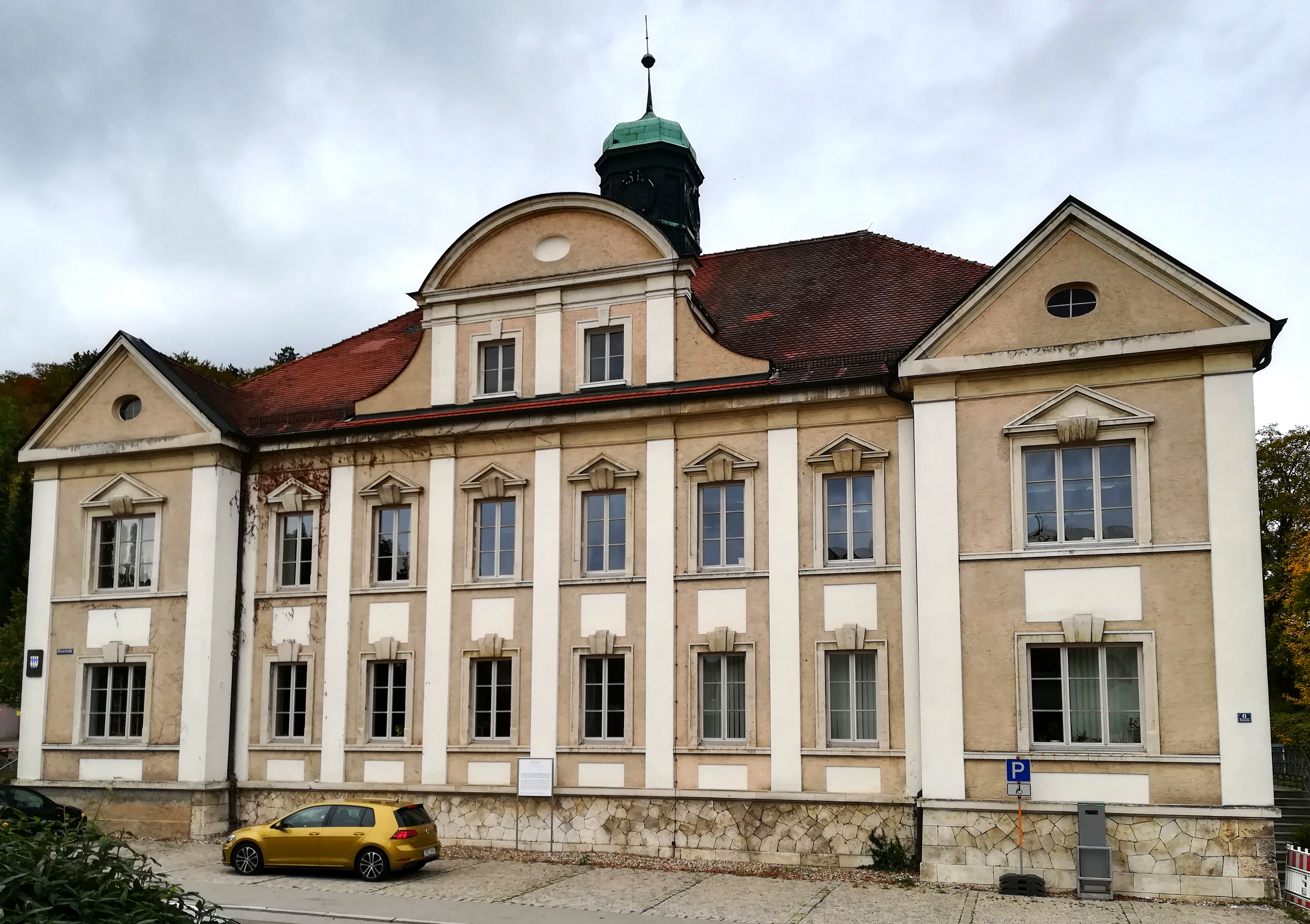
Amtsgericht Kelheim (Altbau) von 1900, Foto von 2019

Das Amtsgericht Kelheim ist ein Gericht der ordentlichen Gerichtsbarkeit und eines von 73 Amtsgerichten in Bayern. Es befindet sich in der Klosterstraße 6 in Kelheim.

## Geschichte
Kelheim war schon seit dem 11. Jahrhundert ein wichtiger Sitz der Wittelsbacher. Das „Landgericht älterer Ordnung“ Kelheim wurde 1803 gebildet. 1854 gab das Landgericht Kelheim einige Gemeinden an die Gerichte Stadtamhof und Regensburg (beide Oberpfalz) ab. Die Landgerichte im Königreich Bayern als Gerichts- und Verwaltungsbehörden gingen 1862 in administrativer Hinsicht in den Bezirksämtern auf. Die verbleibenden Rechtspflegeeinrichtungen in Kelheim behielten zunächst die Bezeichnung Landgericht. Als Eingangsinstanz der niederen Gerichtsbarkeit wurden die bisherigen Landgerichte 1879 durch das Gerichtsverfassungsgesetz reichseinheitlich in Amtsgericht umbenannt, so auch in Kelheim und den benachbarten Gerichtssitzen Mainburg, Abensberg und Riedenburg. Das Amtsgericht Riedenburg wurde zum 30. Juni 1973 aufgelöst und dem Amtsgericht Kelheim zugeschlagen. Das Amtsgericht Abensberg wurde zunächst ab 1. Juli 1973 zu einer Außenstelle des Amtsgerichts Kelheim und dann zum 31. März 1974 aufgelöst und in das Amtsgericht Kelheim integriert. Auch das Amtsgericht Mainburg wurde 1973 formal aufgelöst, blieb aber als Außenstelle des Amtsgerichts Kelheim bis zum 31. Juli 2006 bestehen. Es wurde dann in das Amtsgericht Kelheim integriert.

## Zuständigkeitsbereich
Der Amtsgerichtsbezirk erstreckt sich auf den gesamten Landkreis Kelheim. In diesem leben etwa 113.000 Menschen.
Das Gericht ist erstinstanzlich für Zivil-, Familien- und Strafsachen zuständig und kann auch bestimmte Register führen. Als Vollstreckungsgericht ist es auch für Vollstreckungssachen in dem Bezirk zuständig.
Folgende Angelegenheiten werden hingegen vom Amtsgericht Regensburg bearbeitet:
- Bereitschaftsdienst
- Handelsregister
- Insolvenzverfahren
- Vereinsregister
- Zwangsversteigerungen

## Übergeordnete Gerichte
Dem Gericht ist das Landgericht Regensburg übergeordnet. Diesem ist wiederum das Oberlandesgericht Nürnberg übergeordnet.

## Gerichtsgebäude
Das Amtsgerichtsgebäude in der Klosterstraße 6 in Kelheim bestehen aus dem neobarocken Altbau, der aus dem Jahre 1900 stammt (Baudenkmal Nr. D-2-73-137-79), und einem im Jahr 1977 errichteten Neubau.